# Boitsfort Rugby Club
Boitsfort Rugby Club, in het Nederlands Bosvoorde Rugby Club, is een Belgische rugbyclub uit Bosvoorde.

## Historiek
De club werd opgericht in 1970 en zes jaar later (in 1976) werd de promotie naar de eerste divisie afgedwongen. Bosvoorde RC werd vervolgens zestienmaal landskampioen en vijftienmaal werd de Beker van België gewonnen. In 2016 degradeerde de club naar de Tweede divisie, een jaar later promoveerde de club opnieuw naar Eerste divisie.
In 2016 en 2017 werd de damesploeg landskampioen, tevens wonnen ze in 2015 en 2018 de Beker van België.

## Palmares

### Heren
- Landskampioen: 1990, 1991, 1992, 1993, 1995, 1997, 1999, 2001, 2002, 2003, 2004, 2005, 2006, 2007, 2008 en 2010
- Vice-kampioen: 2011 en 2014
- Kampioen 2e divisie: 1976 en 2017

- Beker van België: 1990, 1995, 1996, 1997, 1999, 2002, 2003, 2004, 2005, 2006, 2007, 2008, 2011, 2013 en 2014
- Winnaar Benecup: 1997, 2006 en 2008
- Finalist Benecup: 2005 en 2007
- Finalist North Sea Cup: 2013

### Dames
- Landskampioen: 2016 en 2017
- Beker van België: 2015 en 2018

## Bekende (ex-)spelers
- Sébastien Guns[4]